# Брагінець Андрій Степанович
Андрій Степанович Брагінець (1903, с. Малі Канівці Полтавської обл. — 1963) — український філософ. Доктор філософських наук (1956), професор (1958). Закінчив філософський факультет Харківського університету. Відтоді працював у ньому викладачем, завідувачем кафедри діалектичного та історичного матеріалізму. З 1939 року працював завідувачем кафедри філософії ЛНУ ім. І. Франка, деканом історичного факультету, проректором з навчальної і виховної роботи.
Був фахівцем у галузі історії української філософії.
Є автором низки наукових статей та монографій.
Похований на полі № 1 Личаківського цвинтаря у Львові.